# Lat Krabang
Lat Krabang (in thailandese: ลาดกระบัง) è uno dei 50 distretti (khet) della città di Bangkok, in Thailandia.